# 1924 dans le catholicisme
Chronologie du catholicisme
- 1920
- 1921
- 1922
- 1923
- 1924
- 1925
- 1926
- 1927
- 1928

Cet article présente les faits marquants de l'année 1924 dans le catholicisme.

## Évènements
- 24 mars : Création de 2 cardinaux par Pie XI.
- 22 au 27 juin : Congrès eucharistique international à Amsterdam.

## Naissances
- 9 janvier : René Apazza, prélat colombien, archevêque de Cochabamba († 14 août 2013)
- 10 janvier : Pierre Plateau, prélat français, archevêque de Bourges, précédemment évêque titulaire de Gunela (de) († 26 avril 2018)
- 13 janvier : Léon Soulier, prélat français, évêque de Limoges († 25 décembre 2016)
- 15 janvier : Georg Ratzinger, prêtre et musicien allemand, frère du pape Benoit XVI († 1er juillet 2020)
- 18 janvier : John Bukovsky, prélat américain, diplomate du Saint-Siège et archevêque titulaire de Tabalta (de) († 18 décembre 2010)
- 22 janvier : Ján Chryzostom Korec, cardinal slovaque, évêque clandestin puis évêque de Nitra (de) († 24 octobre 2015)
- 25 janvier : Jacques Trouslard, prêtre français, spécialiste des dérives sectaires († 15 février 2011)
- 26 janvier : Ugo De Censi, prêtre salésien, humanitaire et missionnaire italien au Pérou († 2 décembre 2018)
- 5 février : Duraisamy Simon Lourdusamy, cardinal indien de la Curie († 2 juin 2014)
- 21 février : 
  - José de Lima, prélat brésilien, évêque d'Itumbiara († 12 juin 2013)
  - Silvano Piovanelli, cardinal italien, archevêque de Florence († 9 juillet 2016)
- 24 février : Bienheureuse Teresa Bracco, martyre de la pureté italienne († 28 août 1944)
- 29 février : Andrzej Maria Deskur, cardinal polonais de la Curie, précédemment archevêque titulaire de Thenae (de) († 3 septembre 2011)
- 3 mars : Jean-Pierre Schaller, prêtre, théologien et écrivain suisse († 18 août 2021)
- 4 mars : Luigi Amaducci, prélat italien, archevêque de Ravenne († 3 mai 2010)
- 18 mars : Alexandre José Maria dos Santos, cardinal mozambicain, archevêque de Maputo († 29 septembre 2021)
- 4 avril : Joseph Maximos Fahmé, prêtre de l’Église grecque-catholique melchite et chantre syro-français († 27 mars 2025)
- 12 avril : Edmund Ilcewicz (pl), prélat polonais, évêque auxiliaire de Lublin et évêque titulaire de Trevico (it) († 12 septembre 1981)
- 15 avril : Joseph MacNeil, prélat canadien, archevêque d'Edmonton († 11 février 2018)
- 7 mai : Yves Bescond, prélat français, évêque auxiliaire de Meaux et évêque titulaire d'Aquae Thibilitanae († 23 août 2018)
- 16 mai : Jean Baranton, prêtre, père blanc et missionnaire français au Burundi († 27 juillet 2014)
- 27 mai : James Martin Hayes, prélat canadien, archevêque de Halifax († 2 août 2016)
- 5 juin : Joseph Rozier, prélat français, évêque de Poitiers († 11 juin 1994)
- 19 juin : Marc Simon, moine bénédictin et auteur français († 29 août 2015)
- 20 juin : Maurice Cocagnac, prêtre dominicain, théologien, peintre, écrivain et chanteur français († 18 décembre 2006)
- 5 juillet : Edward Idris Cassidy, cardinal australien de la Curie, précédemment diplomate du Saint-Siège et archevêque titulaire d'Amantia (de) († 10 avril 2021)
- 8 juillet : Bienheureux François Spoto, prêtre, supérieur général, missionnaire et martyr italien († 27 décembre 1964)
- 14 juillet : Paul Guiberteau, prêtre français, responsable de l'enseignement catholique († 29 juillet 2010)
- 15 juillet : Édouard Cothenet, prêtre, enseignant, bibliste et théologien français
- 20 juillet : 
  - Jean Berthou, prêtre français, aumônier national de la Fédération sportive et culturelle de France († 27 octobre 2010)
  - Henri Fontaine, prêtre, missionnaire et géologue français († 31 janvier 2020)
  - Youakim Moubarac, prêtre maronite, islamologue, penseur et théologien libanais († 24 mai 1995)
  - Josip Uhač, prélat croate de la Curie, diplomate du Saint-Siège et archevêque titulaire de Tharros (de) († 18 janvier 1998)
- 30 juillet : Paul Azy, prêtre, maître de chapelle et écrivain français († 30 août 2005)
- 3 août : Serge Bonnet, prêtre dominicain et sociologue français († 18 décembre 2015)
- 13 août : Serafim Fernandes de Araújo, cardinal brésilien, archevêque de Belo Horizonte († 8 octobre 2019)
- 17 août : Stanley Jaki, prêtre, physicien, historien des sciences et théologien américain († 7 avril 2009)
- 17 septembre : Alphonsus Liguori Penney, prélat canadien, archevêque de Saint-Jean († 12 décembre 2017)
- 8 octobre : Aloísio Lorscheider, cardinal brésilien, archevêque d'Aparecida († 23 décembre 2007)
- 21 octobre : Bienheureuse Maria Bolognesi, mystique italienne († 30 janvier 1980)
- 2 novembre : Albert Houssiau, prélat belge, évêque de Liège
- 8 novembre : Robert Lebel, prélat canadien, évêque de Valleyfield († 25 mai 2015)
- 15 novembre : Louis Monloubou, prêtre, exégète, théologien et enseignant français († 28 février 2012)
- 16 novembre : Lajos Kada, prélat hongrois, diplomate du Saint-Siège et archevêque titulaire de Thibica (de) († 26 novembre 2001)
- 18 novembre : Pierre Patriarca, prêtre et éducateur français († 28 septembre 2008)
- 24 novembre : Michel Viot, prêtre français, aumônier des Scouts et Guides de France puis de la Fédération sportive et culturelle de France († 26 juin 2007)
- 4 décembre : Adalbert de Vogüé, moine bénédictin et histoire français († 14 octobre 2011)
- 11 décembre : Giovanni Saldarini, cardinal italien, archevêque de Turin († 18 avril 2011)
- 21 décembre : Jean Kamp, prêtre, théologien et enseignant belge († 5 novembre 2010)
- 26 décembre : Bienheureux Charles Deckers, père blanc, missionnaire en Algérie et martyr belge († 27 décembre 1994)
- 30 décembre : Paul Detienne, prêtre jésuite, missionnaire en Inde et auteur belge en langue bengalie († 31 octobre 2016)

## Décès
- 13 mars : Ignace Hummel, prélat et missionnaire français, vicaire apostolique de la Côte-de-l'Or et évêque titulaire de Trapézopolis (de) (° 14 février 1924)
- 1er avril : François Méndez Casariego, prêtre et vénérable espagnol, fondateur des Sœurs trinitaires de Madrid (° 21 juin 1850)
- 11 mai : Célestin Chouvellon, prélat et missionnaire français, vicaire apostolique du Setchouan oriental et évêque titulaire de Dausara (de) (° 19 décembre 1849)
- 12 mai : Antoine Duss, prêtre et botaniste français d'origine suisse (° 14 août 1840)
- 19 mai : Daniele de Samarate, prêtre capucin, missionnaire au Brésil et vénérable italien (° 15 juin 1876)
- 10 juin : Bienheureux Édouard Poppe, prêtre belge (° 18 décembre 1890)
- 15 juillet : Brice Meuleman, prélat jésuite et missionnaire belge, archevêque de Calcutta (° 1er mars 1862)
- 19 juillet : Joseph Guérard, prélat français, évêque de Coutances (° 22 janvier 1846)
- 5 août : Marcellin Charles Marty, prélat français, évêque de Nîmes, précédemment évêque titulaire d'Isinda (de) (° 22 août 1862)
- 6 août : Thomas Joseph Dowling, prélat canadien d'origine irlandaise, évêque de Hamilton (° 28 février 1840)
- 19 septembre : Antoine Auguste Intreccialagli, prélat italien, archevêque de Monreale (° 18 février 1852)
- 4 octobre : Victor Quinton, prélat et missionnaire français, vicaire apostolique de Cochinchine occidentale et évêque titulaire de Laranda (de) (° 4 novembre 1866)
- 8 octobre : Victrice Weiß, prêtre capucin et vénérable allemand (° 18 décembre 1842)
- 19 novembre : Michael Logue, cardinal irlandais, archevêque d'Armagh (° 1er octobre 1840)
- 30 décembre : Oreste Giorgi, cardinal italien de la Curie et archevêque titulaire d'Ancyre (de) (° 19 mai 1856)
- 31 décembre : Bienheureuse Joséphine Nicoli, religieuse italienne (° 18 novembre 1863)